# Максимович Олександр Олександрович
Олександр Олександрович Максимович (14 лютого 1965  — 6 липня 1984 ) — радянський військовик, кулеметник, учасник війни в  Афганістані.

## Життєпис
Народився 14 лютого 1965 року в селі Шевченкове, Сумської області. Після закінчення місцевої школи працював трактористом. 22 грудня 1983 року був відправлений в Афганістан в 180-й мотострілецький полк 108-ї мотострілецької дивізії, був кулеметником. За час військової служби брав участь у чотирьох бойових операціях. Загинув 6 липня 1984 року від смертельного поранення в груди. 

## Нагороди та вшанування
- Нагороджений орденом Червоної Зірки (посмертно)[2].
- На Шевченківській школі де навчався Олександр встановлена меморіальна дошка.
- При в'їзді в село Шевченкове стоїть пам'ятний знак де викарбуване ім'я та портрет Максимовича[3].
- Одна з вулиць села Шевченкове носить ім'я Олександра Максимовича[4].